# اسماعیل فردوسی‌پور
اسماعیل فردوسی‌پور، (۲ شهریور ۱۳۱۷ در فردوس، استان خراسان ، شاهنشاهی پهلوی ایران– ۲۶ بهمن ۱۳۸۵ در تهران)، فقیه ایرانی، عضو مجلس خبرگان رهبری، رئیس دیوان عدالت اداری و نماینده فردوس و طبس در دوره اول مجلس شورای اسلامی و نماینده مردم مشهد در دوره‌های دوم و سوم مجلس شورای اسلامی بود.

## زندگی
اسماعیل فردوسی‌پور، در ۲ شهریور ۱۳۱۷ در محله سردشت شهر فردوس به دنیا آمد. او تحصیلات ابتدایی را در زادگاهش به پایان رساند و سپس با تشویق مجتبی قزوینی به تحصیل علوم دینی روی آورد. او مقدمات را در حوزه علمیه فردوس به پایان رساند و برای ادامه تحصیل در سال ۱۳۳۲ به مشهد رفت. در مدرسه نواب مشهد، ابتدا نزد سید احمد مدرس یزدی و سپس نزد هاشم قزوینی تحصیل کرد. پس از اتمام دوره سطح، به مدت ۸ سال در درس خارج فقه و اصول وحید خراسانی شرکت کرد.
پس از تبعید سید روح‌الله خمینی به نجف، فردوسی‌پور در سال ۱۳۴۶ به‌طور مخفیانه به همراه خانواده‌اش از ایران خارج شده و به عراق رفت. او یازده سال در عراق، عضو دفتر سید روح‌الله خمینی بود و در طی این مدت در درس خارج مکاسب سید روح‌الله خمینی و درس خارج اصول سید ابوالقاسم خویی به مدت سه سال و در درس اصول وحید خراسانی به مدت چهار سال شرکت کرد. همچنین او در این مدت در درس خارج میرزا باقر زنجانی و علی سیستانی شرکت کرد.
فردوسی‌پور، پس از عزیمت سید روح‌الله خمینی از نجف به پاریس، همراه وی به پاریس رفت. در پاریس او عضو هسته مرکزی تشکیلات روحانیون مبارز در خارج از ایران بود و همچنین وظیفه هماهنگی ملاقات‌ها و کارهای اجرایی وی را بر عهده داشت و سپس در بهمن ۱۳۵۷ همراه با وی به ایران بازگشت. در روزهای آغازین پس از پیروزی انقلاب اسلامی، فردوسی‌پور مسئول دفتر سید روح‌الله خمینی بود و سپس با دستور وی به سمت قاضی شرع در دادگاه‌های انقلاب مشهد منصوب شد.
او در مردادماه ۱۳۵۸، به عنوان رئیس دادگاه‌های انقلاب اسلامی شهرستان‌های فردوس و طبس انتخاب شد و در نخستین دوره انتخابات مجلس شورای اسلامی، به عنوان نماینده مردم فردوس و طبس به مجلس شورای اسلامی راه یافت.
اسماعیل فردوسی‌پور، در ماجرای بمب‌گذاری در دفتر حزب جمهوری اسلامی، مجروح شد ولی زنده ماند. او همچنین در دوره‌های دوم و سوم، (سال‌های ۱۳۶۳ تا ۱۳۷۱) نماینده مردم مشهد در مجلس شورای اسلامی بود.
از دیگر مسئولیت‌های او می‌توان به موارد زیر اشاره کرد:
- نماینده روح‌الله خمینی در شهرستان فردوس[۴]
- معاونت دادگستری کل تهران از تاریخ ۱۱/۵/۱۳۷۶
- دادستان انتظامی قضات از تاریخ ۱۴/۱/۱۳۷۲
- ریاست کل دیوان عدالت اداری از تاریخ ۱۵/۹/۱۳۷۲ تا ۲۵/۴/۱۳۷۶
- نمایندگی مجلس خبرگان رهبری دوره اول و دوم از استان خراسان
- نمایندگی مجلس شورای اسلامی در شورای سرپرستی صدا و سیما[۵]
- عضویت در هیئت تحقیق مجلس خبرگان رهبری
- نماینده ولی فقیه در دانشگاه تربیت مدرس
- مشاور عالی رئیس قوه قضاییه
- عضویت در کمیسیون آیین‌نامه مجلس خبرگان رهبری
- عضویت در شورای سیاست‌گذاری ائمه جمعه سراسر ایران در دو دوره از تاریخ ۲۲/۱۲/۱۳۷۱
- رئیس بزرگداشت شهدای هفتم تیر

کتاب همگام با خورشید از ایران تا ایران، شامل مجموعه خاطرات اسماعیل فردوسی‌پور از زمان عزیمت او به نجف و همراهی با روح‌الله خمینی تا پیروزی انقلاب می‌باشد که به قلم وی نگاشته شده‌است.
اسماعیل فردوسی‌پور، در روز ۲۶ بهمن ۱۳۸۵ در بیمارستان ساسان تهران درگذشت و در شهر فردوس به خاک سپرده شد.